# Савино (Юсьвинский район)
Савино — упраздненная в 2009 году деревня в Коми-Пермяцком округе Пермском крае России. Ныне урочище на территории современного муниципального образования Юсьвинский муниципальный округ, сменившего в 2020 году Юсьвинский муниципальный район.

## География
Урочище расположено в юго-западной части района, в пределах восточной окраины Восточно-Европейской равнины, на берегу Юсьвы.

### Климат
Климат характеризуется как умеренно континентальный, с продолжительной многоснежной холодной зимой и коротким умеренно тёплым летом. Средняя многолетняя температура самого холодного месяца (января) составляет −15,8 °С (абсолютный минимум — −53 °С), температура самого тёплого (июля) — 17,7 °С (абсолютный максимум — 38 °С). Среднегодовое количество осадков — 554 мм. Снежный покров держится в течение 170—190 дней в году.

## История
7 октября 2009 года официально вошла в состав села Юсьва.